# 西安理工大学
西安理工大学（せいあんりこうだいがく）は、中華人民共和国の大学である。

## 歴史
西安理工大学の前身は1972年に北京機械学院と陝西工業大学が合併して創立した陝西機械学院で、機械工業部に所属する。
1994年1月に国家教育委員会を通じて許可されて西安理工大学と改名し、1998年振り替えて中央と地方が共同建設し地方の管理を主とする大学となる。
学校は金花、曲江、蓮湖の3つの校区と大学科技園があって、総面積が1，311，602の平方メートル（およそ1，967.3ムー）、建築面積が682，499の平方メートル。学校は陝西省委員会、省政府から省級“文明的なキャンパス”、“無事なキャンパス”を授与される。

## 体制
現在、学校が材料学と工学院、機械と精密機械工学院、印刷包装工学院、自動化学院、コンピュータ科学工学院、水利水道と電気学院、商工業管理学院、芸術設計学院、人文社会科学学院、高等技術学院、継続教育学院、国防教育学院などがある。24つの実験センターがあって、その中に2つの教育部の重点実験室、7つの陝西省重点実験室、3つの陝西省の工事研究センター、1つの教育部の大学教育模範センター、4つの陝西省大学実験教育模範センター、1つの国家技術普及センター、陝西省大学生人文素質の教育研究センター、陝西都市戦略研究所も学校内に設置する。
現在、55つの本科専門があって、その中の5つの専門は国家特色の専門事務所、6つの専門は陝西省特色の専門事務所、8つの専門は陝西省ブランドの専門である。普通の全日制の本科生、専科生が17，300余人、博士、修士の大学院生が4，200余人である。